# جاكي ميتشيل (لاعبة الجسر)
جاكي ميتشيل (بالإنجليزية: Jacqui Mitchell)‏، هي لاعبة بريدج أمريكية من مدينة نيويورك ولدت عام 1936. وكانت زوجة فيكتور ميتشيل الذي لعب مثلها في الفعاليات الدولية. وفقًا لآلان تروسكوت الذي كتب في صحيفة نيويورك تايمز في أوائل عام 1987، في سبتمبر 1986 أصبحت ميتشيل أعلى لاعبة بريدج تصنيفًا في اتحاد البريدج العالمي (WBF). ولقد فازت بخمسة ألقاب عالمية، أربعة منها عندما كانت شريكة في اللعب مع جايل موس.

## المسيرة المهنية
تم إدخال ميتشيل إلى قاعة مشاهير الاتحاد الأمريكي للبريدج (ACBL) في عام 2003. في ذلك الوقت كانت معلمة محترفة مشغولة بالإضافة إلى كونها لاعبة.
في عامي 1981–1982 و1983، شاركت في مباريات Grand Slam، وهي مباراتان تلفزيونيتان بين فرق تمثل الولايات المتحدة وبريطانيا، نظمتها الـ BBC. تم تسليط الضوء على مباراة 1983 في كتاب وصفها على النحو التالي:
"جاكي ميتشيل... هي بنفس القدر من الانضباط الذاتي على الطاولة كما هي بعيدًا عنها... تقضي الكثير من وقتها على الطاولة وهي تقوم بالتطريز كما لو كانت عازمة على البقاء منفصلة، ولكن أولئك الذين يعبثون معها يفعلون ذلك على مسؤوليتهم. إذا كان مزايدها في بعض الأحيان يبدو تقليديًا، أو محافظًا قليلاً، فإن لعبتها الدفاعية ولعب الأوراق الخاصة بها من أعلى مستوى."

## إنجازات البريدج
الجوائز
- قاعة مشاهير الاتحاد الأمريكي للبريدج (ACBL)، 2003

الانتصارات
- بطولات العالم
  - كأس فينيسيا: 1976، 1978
  - أولمبياد الفرق النسائية: 1980، 1984
  - بطولة العالم للزوجي النسائي: 1986
- بطولات بريدج أمريكا الشمالية:
  - زوجي وايتهيد النسائي: 1971، 1975، 1977، 1984، 2004
  - فرق ماكلين السويسرية النسائية: 1983، 1991
  - فرق واجار النسائية: 1965، 1970، 1974، 1975، 1976، 1983، 1987
  - فرق ستيرنبرغ النسائية بورد-أ-ماتش: 1990

الوصافة
- بطولة العالم للزوجي المختلط: 1974
- بطولات بريدج أمريكا الشمالية
  - زوجي وايتهيد النسائي: 1970، 1974
  - الزوجي النسائي (1958-62): 1962
  - فرق ماكلين السويسرية النسائية: 1985، 2001
  - فرق واجار النسائية: 1973، 1982، 1991
  - فرق ستيرنبرغ النسائية بورد-أ-ماتش: 1986، 1995
  - شيكاغو مختلط بورد-أ-ماتش: 1989، 1996